# Multiple Sclerosis Journal
Multiple Sclerosis Journal (bis Dezember 2010: Multiple Sclerosis, bibliographische Abkürzung Mult. Scler. J.) ist eine medizinische Fachzeitschrift. Die Zeitschrift veröffentlicht Beiträge zu demyelinisierenden Erkrankungen, insbesondere zur Multiplen Sklerose. Neben Pathogenese, Epidemiologie, Diagnostik und Therapie der Erkrankungen werden auch Beiträge zu psychologischen Aspekten der Erkrankung und zur Rehabilitation veröffentlicht. Ebenso finden Erkenntnisse am Tiermodell Berücksichtigung.
Der Impact Factor der Zeitschrift lag im Jahr 2018 bei 5,649.